# Reinhold von Rosen (General)

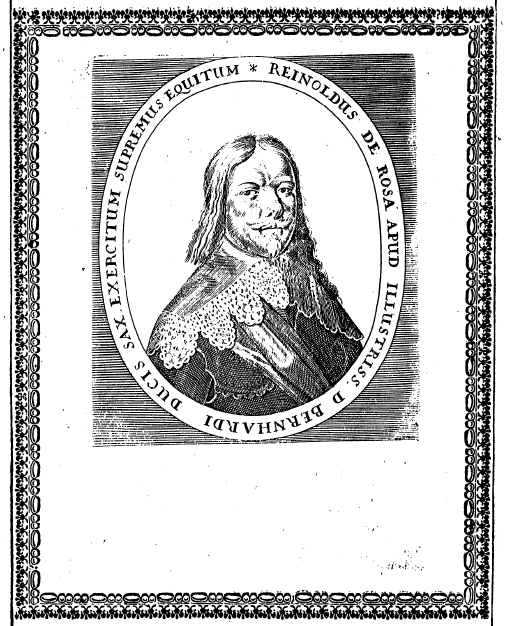
Reinhold von Rosen (1605–1667) im Theatrum Europaeum

Reinhold von Rosen (* 1605; † 8. Dezember 1667 in Dettweiler) war
ein deutschbaltischer Adeliger, der als Offizier in schwedischen und französischen Diensten Karriere machte. Zuletzt war er Lieutenant-général und Kommandant im Elsass.

## Familie
Reinhold von Rosen entstammte dem deutschbaltischen Adelsgeschlecht von Rosen. Er war ein Sohn des Otto von Rosen und der Catharina von Klebeck. Er war dreimal vermählt, wobei der Name seiner ersten Ehefrau, mit der er mindestens eine Tochter Katharina Elisabeth hatte, nicht mehr bekannt ist. Diese Tochter war mit dem schwedischen Offizier Georg von Raczin († 1651) verheiratet. In zweiter Ehe vermählte er sich 1637 in Straßburg mit Margarethe von Eppe (1616–1665). Aus dieser Ehe ging wiederum mindestens eine Tochter hervor, welche sich mit Conrad von Rosen vermählte. Seine dritte Ehe, die er anscheinend bereits 1664 mit Justine von Gernitz einging, blieb kinderlos. Rosen war zeitlebens Lutheraner.

## Leben

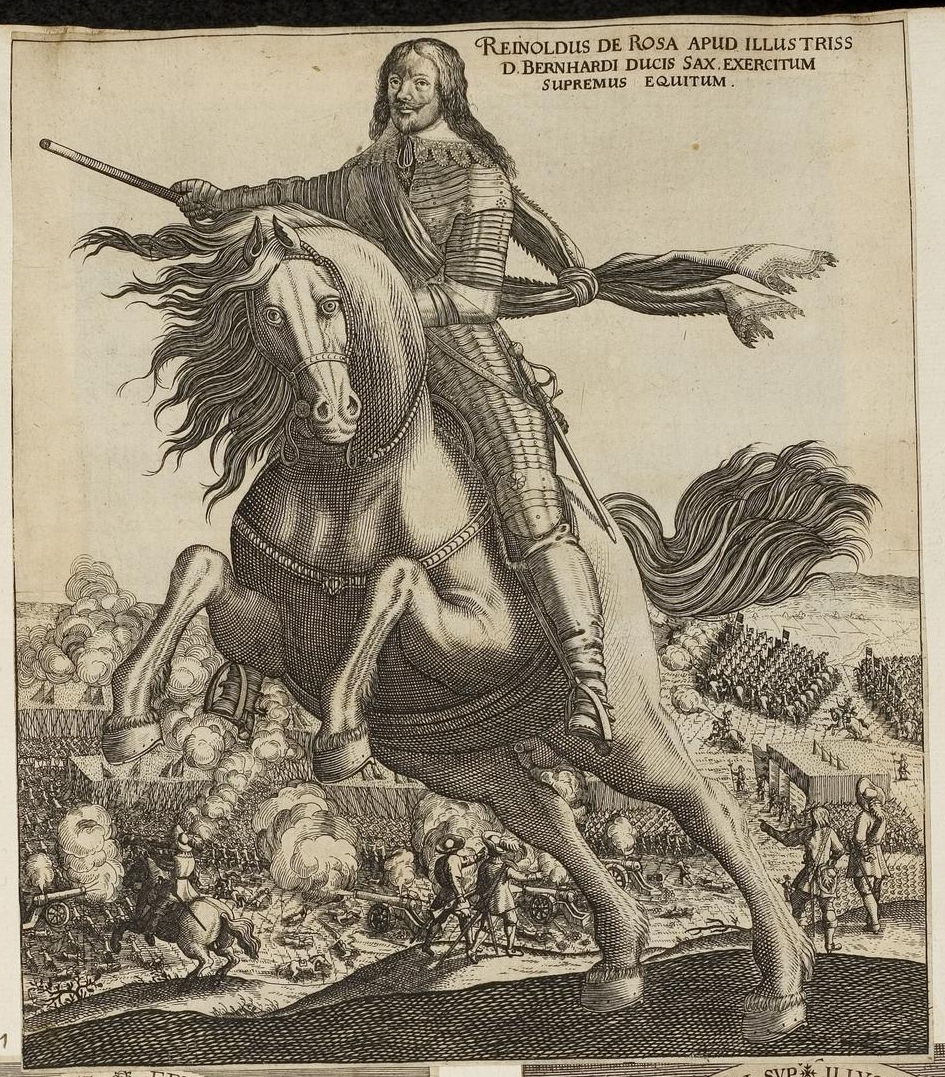
Reinhold von Rosen als sächsisch-weimarischer Oberbefehlshaber, Stich aus dem 17. Jahrhundert

Seine Laufbahn begann er als Kavallerie-Kornett in schwedischen Diensten, wo er sich bald der Gunst des Königs erfreute. In der für Schweden tragischen Schlacht bei Lützen befehligte er ein Reiterregiment. Am 17. Juli 1635 konnte er die protestantische Stadt Zweibrücken vor der Einnahme durch den katholisch-kaiserlichen General Matthias Gallas bewahren. Danach diente er unter Herzog Bernhard von Sachsen-Weimar, unter dem er 1639 im Elsass gegen lothringische Truppen kämpfte und die Stadt Thann einnahm. Nach Bernhards Tod im Juli 1639 wurde Rosen einer der vier von jenem eingesetzten General-Direktoren über das Weimarische Heer und wechselte mit diesem in französischen Sold. Er führte in der Folge mehrere eigenständige Operationen durch und setzte dabei den Kaiserlichen verschiedentlich zu: 1640 erstürmte er die Stadt Homburg vor der Höhe, besiegte ein kaiserliches Aufgebot bei Friedberg und überfiel und besiegte das Kroatenregiment des Obristen Peter von Losy in dessen Quartier in Allendorf. Schließlich besiegte er am 15. November 1640 im Gefecht am Riebelsdorfer Berg beim nordhessischen Ziegenhain kaiserliche Truppen unter General Hans Rudolf von Breda, der dabei sein Leben verlor. 1642 nahm er an der Schlacht auf der Kempener Heide teil, bei der die Weimaraner unter dem französischen Marschall Jean Baptiste Budes de Guébriant zusammen mit Truppen Hessen-Kassels das kaiserliche Heer unter Guillaume de Lamboy schlugen.
Ende 1643 wurde das französisch-weimarische Heer in der Schlacht bei Tuttlingen in seinen Quartieren von Bayern, Kaiserlichen und Lothringern unter Franz von Mercy überrascht und fast vollständig ausgelöscht. Rosen rettete sich nach Rottweil, wo er den verwundeten Georg Christoph von Taupadel sowie die Leiche des bei der Eroberung Rottweils tödlich verwundeten Guébriants mit sich nahm. Anschließend führte Rosen die Trümmer des besiegten Heeres über den Rhein ins Elsass. Im August 1644 befehligte Rosen als Generalleutnant die Reiterei der Weimaraner unter dem neuen Kommandeur Turenne und kämpfte unter Turenne und Enghien bei Freiburg gegen die bayerischen Truppen Mercys. Als die Franzosen nach mehreren erfolglosen Angriffen auf Mercys Stellungen den Angriff auf Freiburg abbrachen und ins Glottertal marschierten, um Mercys rückwärtige Verbindungen zu unterbrechen, war Rosen mit seinen Reitern an der Spitze der Truppen. Am 10. August stieß er bei St. Peter auf die Nachhut des rechtzeitig von Freiburg abgezogenen Mercy. Mercy konnte Rosens Angriff abwehren und erfolgreich seinen Rückzug durch den Schwarzwald sichern, musste dabei aber seinen Tross zurücklassen. Die Franzosen und Weimaraner zogen in der Folge in die Rheinebene, wo Rosens Kavallerie nacheinander die Orte Baden-Baden, Ettlingen, Durlach, Pforzheim, Bretten, Bruchsal und Wiesloch zur Übergabe brachte. Nach der Eroberung Philippsburgs durch die Franzosen nahm Rosen noch Oppenheim und Mannheim ein. Bei der Rückeroberung Mannheims durch bayerische Truppen unter Reuschenberg am 17. Oktober 1644 entkam Rosen nur knapp der Gefangenschaft durch Flucht über den Rhein.

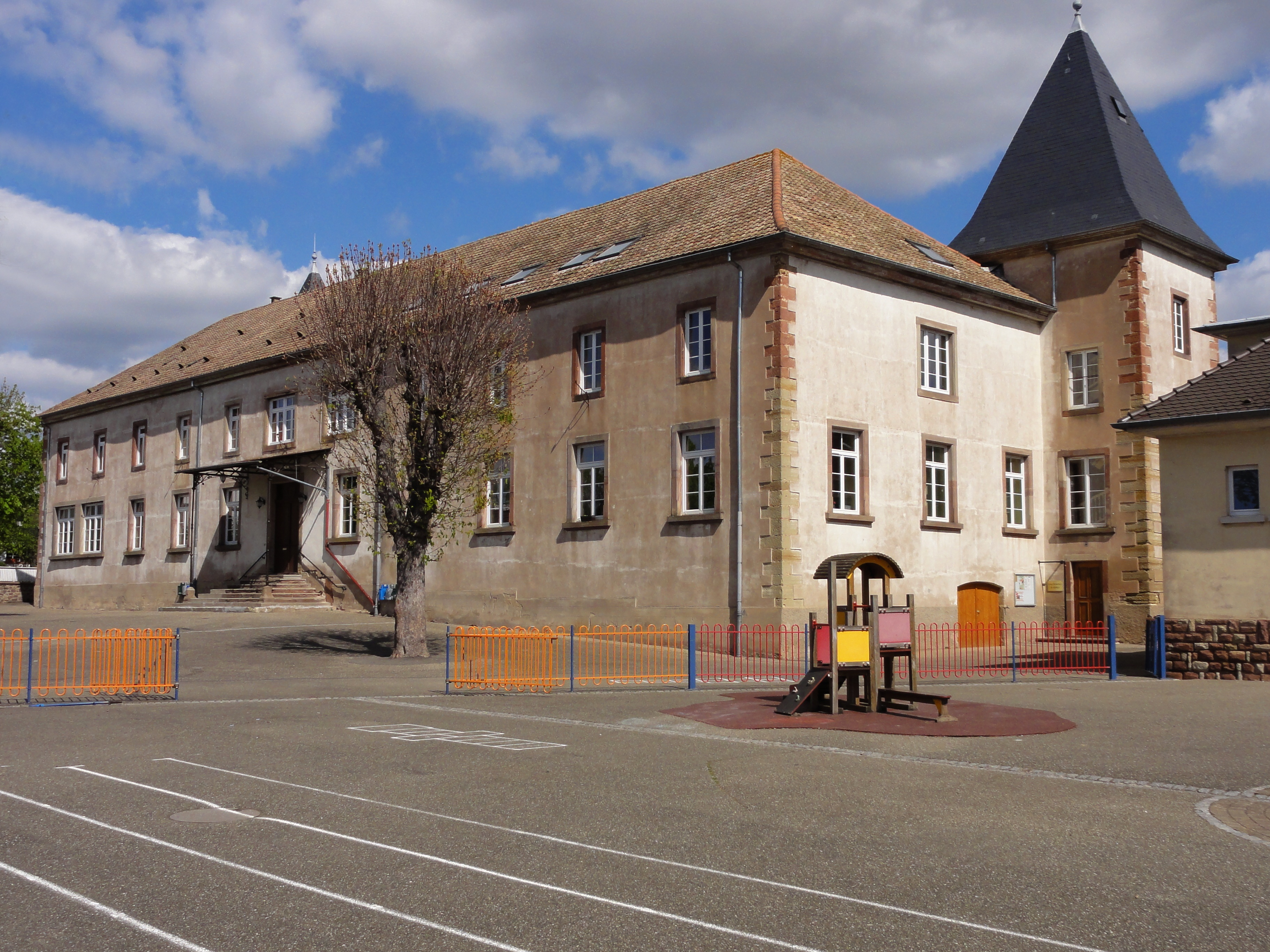
Schloss Dettwiller bzw. Chateau Rosen

Nach dem Ende des Dreißigjährigen Kriegs übernahm er 1649 den Oberbefehl der von Schweden übergetretenen Truppen im französischen Heer. Zuletzt focht er 1650 in der Schlacht bei Rethel. Nach seinem Ausscheiden aus dem Heer wurde Rosen bis zu seinem Tod die Verwaltung des Ober-Elsass übertragen. Rosen war Gutsherr auf Ninigal bei Fellin in Livland sowie auf Bollweiler und Dettweiler im Elsass, wo er ein Schloss erbauen ließ, und schließlich auch Inhaber der Herrschaft Herrenstein bei Neuwiller-lès-Saverne unweit von Straßburg.

## Rezeption
Für seine Verdienste um die Verteidigung der Stadt hat Zweibrücken die Von-Rosen-Straße im Zentrum nach ihm benannt.